# Deutsche Leichtathletik-Meisterschaften 2010
Die 110. Deutschen Leichtathletik-Meisterschaften wurden am 17. und 18. Juli 2010 im Braunschweiger Eintracht-Stadion ausgetragen. Hier fanden die Meisterschaften zum dritten Mal statt.
Nach dem Leistungstief der deutschen Leichtathletik bei den Olympischen Spielen 2008 ging es zumindest in einigen Disziplinen – v. a. bei den Werferinnen und Werfern – wieder aufwärts.
Nicht ausgetragen wurde in diesem Jahr der Straßenlauf über 100 km.
Auch 2010 fanden wie in früheren Jahren zahlreiche Wettbewerbe an anderen Orten zu anderen Terminen statt. Hier eine chronologische Auflistung dieser Disziplinen:
- Crossläufe – Stockach, 6. März mit Einzel-/Mannschaftswertungen Mittelstrecke (Frauen und Männer) sowie Langstrecke (Männer)[4]
- Halbmarathon – Bad Liebenzell, 18. April mit Einzel-/Mannschaftswertungen für Frauen und Männer[5]
- 10.000-Meter-Lauf, Frauen und Männer – Ohrdruf, 1. Mai[6]
- Marathonlauf, im Rahmen des Gutenberg-Marathons – Mainz, 9. Mai mit Einzel-/Mannschaftswertungen für Frauen und Männer[7]
- 20-km-Gehen – Naumburg, 30. Mai mit Einzel-/Mannschaftswertungen für Frauen und Männer[8]
- Berglauf – Müllheim, 6. Juni mit Einzel-/Mannschaftswertungen für Frauen und Männer[9]
- Langstaffeln, gemeinsam mit den Deutschen Jugendmeisterschaften – Ulm, 8. August[10]
- Siebenkampf (Frauen) und Zehnkampf (Männer) – Potsdam, 26./27. August jeweils mit Einzel-/Mannschaftswertungen[11]
- Straßenlauf über 10 km – Ohrdruf, 11. September mit Einzel-/Mannschaftswertungen für Frauen und Männer[12]
- 50-km-Gehen – Gleina, 18. September Einzelwertung Männer[13]

Zu einer ausführlicheren Auflistung mit den jeweils ersten acht in den einzelnen Disziplinen führt der Link Deutsche Leichtathletik-Meisterschaften 2010/Resultate.

## Medaillengewinner Männer
| Disziplin                                   | Gold                                                                                   | Leistung      | Silber                                                                     | Leistung      | Bronze                                                                                  | Leistung      |
| ------------------------------------------- | -------------------------------------------------------------------------------------- | ------------- | -------------------------------------------------------------------------- | ------------- | --------------------------------------------------------------------------------------- | ------------- |
| 100 m (Wind: +1,2)                          | Alexander Kosenkow (TV Wattenscheid 01)                                                | 10,29 s00     | Christian Blum (LAC Erdgas Chemnitz)                                       | 10,33 s00     | Marius Broening (LG Stadtwerke München)                                                 | 10,37 s00     |
| 200 m (Wind: −1,7)                          | Daniel Schnelting (LAZ Rhede)                                                          | 20,73 s00     | Sebastian Ernst (TV Wattenscheid 01)                                       | 21,06 s00     | Robert Hering (TuS Jena)                                                                | 21,17 s00     |
| 400 m                                       | Kamghe Gaba (LG Eintracht Frankfurt)                                                   | 45,92 s00     | Thomas Schneider (SC Potsdam)                                              | 46,25 s00     | Eric Krüger (SC Magdeburg)                                                              | 46,52 s00     |
| 800 m                                       | Sören Ludolph (LG Braunschweig)                                                        | 1:50,54 min   | Robin Schembera (TSV Bayer 04 Leverkusen)                                  | 1:50,56 min   | Sebastian Keiner (Erfurter LAC)                                                         | 1:51,36 min   |
| 1500 m                                      | Carsten Schlangen (LG Nord Berlin)                                                     | 3:45,44 min   | Moritz Waldmann (LG Hannover)                                              | 3:46,82 min   | Arthur Lenz (SC Magdeburg)                                                              | 3:47,58 min   |
| 5000 m                                      | Arne Gabius (LAV Asics Tübingen)                                                       | 13:52,03 min  | Filmon Ghirmai (LAV Asics Tübingen)                                        | 13:53,43 min  | Philipp Pflieger (LG Telis Finanz Regensburg)                                           | 13:54,03 min  |
| 10.000 m                                    | Christian Glatting (TV Wattenscheid 01)                                                | 28:40,18 min  | Filmon Ghirmai (LAV Asics Tübingen)                                        | 28:41,36 min  | Musa Roba-Kinkal (TV Wattenscheid 01)                                                   | 28:41,90 min  |
| 10-km-Straßenlauf                           | Jan Fitschen (TV Wattenscheid)                                                         | 29:52 min00   | Philipp Pflieger (LG Telis Finanz Regensburg)                              | 29:59 min00   | Jan Förster (TV 1893 Rheinau)                                                           | 30:00 min00   |
| 10-km-Straßenlauf, Mannschaftswertung       | TV Wattenscheid 01Jan Fitschen Jannis Töpfer Torsten Graw                              | 1:32:17 h0000 | PSV Grün-Weiß KasselJulian Flügel Jürgen Austin-Kerl Jörn Harland          | 1:33:35 h0000 | LG PassauRichard Friedrich Raphael Viellehner Tobias Schreindl                          | 1:33:36 h0000 |
| Halbmarathon                                | Stefan Koch (LG Braunschweig)                                                          | 1:04:51 h0000 | Richard Friedrich (LG Passau)                                              | 1:06:02 h0000 | Tobias Sauter (SG Spergau)                                                              | 1:06:06 h0000 |
| Halbmarathon, Mannschaftswertung            | LG PassauRichard Friedrich Raphael Viellehner Tobias Schreindl                         | 3:22:12 h0000 | SC DHfK LeipzigMaksym Salii Sven Weyer Jakob Stiller                       | 3:23:05 h0000 | LG Telis Finanz RegensburgDennis Pyka Sebastian Reinwand Maximilian Meingast            | 3:25:29 h0000 |
| Marathon                                    | Dennis Pyka (LG Telis Finanz Regensburg)                                               | 2:20:09 h0000 | Bastian Krantz (TV Wattenscheid 01)                                        | 2:28:08 h0000 | Philipp Nawrocki (Aachener TG)                                                          | 2:28:26 h0000 |
| Marathon, Mannschaftswertung                | Aachener TGPhilipp Nawrocki André Collet Stefan Schnorr                                | 7:31:14 h0000 | TSV Windeck BurgebrachCarsten Glaser Markus Blenk Ingo Bäuerlein           | 7:42:18 h0000 | LC CottbusHelge Hansen Peter Könnicke Hannes Hähnel                                     | 7:42:35 h0000 |
| 110 m Hürden (Wind: +0,1)                   | Matthias Bühler (LG Offenburg)                                                         | 13,59 s00     | Helge Schwarzer (Hamburger SV)                                             | 13,79 s00     | Marlon Odom (LAZ Zweibrücken)                                                           | 13,80 s00     |
| 400 m Hürden                                | Georg Fleischhauer (Dresdner SC)                                                       | 50,11 s00     | Silvio Schirrmeister (Dresdner SC)                                         | 50,12 s00     | Stephan Stoll (VfL Sindelfingen)                                                        | 50,37 s00     |
| 3000 m Hindernis                            | Steffen Uliczka (SG TSV Kronshagen/Kieler TB)                                          | 8:38,29 min   | Felix Hentschel (LG Bamberg)                                               | 8:46,39 min   | Stephan Hohl (TV Neulingen)                                                             | 8:48,45 min   |
| 4 × 100 m Staffel                           | TV Wattenscheid 01Jan-Christopher Schulte Sebastian Ernst Alexander Kosenkow Jan Quade | 39,67 s00     | LG Olympia DortmundJoachim Bicheler Oleg Kraft Nando Simon Sebastian Fiene | 41,66 s00     | SCC BerlinGeorge Petzold Eric Franke Maximilian Kessler Raschid Semghoun                | 41,74 s00     |
| 4 × 400 m Staffel                           | LG Eintracht FrankfurtMarius Horbank Clemens Höfer Michael Pflüger Kamghe Gaba         | 3:10,45 min   | SC PotsdamThomas Schneider Maximilian Kriese Björn Leow Tobias Schneider   | 3:11,19 min   | TV Wattenscheid 01Alexander Meisolle Mirko Schmidt Jörn Niedereichholz Bastian Swillims | 3:11,83 min   |
| 3 × 1000-m-Staffel                          | LG Telis Finanz RegensburgFelix Plinke Philipp Pflieger Florian Orth                   | 7:12,25 min   | LAC Quelle FürthRené Bauschinger Falko Zauber Martin Conrad                | 7:14,52 min   | Erfurter LACSebastian Schäller Benito Bardehle Sebastian Keiner                         | 7:16,53 min   |
| 10.000-m-Bahngehen                          | André Höhne (SCC Berlin)                                                               | 40:32,15 min  | Christopher Linke (SCC Berlin)                                             | 40:49,43 min  | Christopher Linke (SCC Berlin)                                                          | 41:35,93 min  |
| 20-km-Gehen                                 | André Höhne (SCC Berlin)                                                               | 1:24:24 h0000 | Maik Berger (SCC Berlin)                                                   | 1:24:58 h0000 | Carsten Schmidt (SCC Berlin)                                                            | 1:26:27 h0000 |
| 20-km-Gehen, Mannschaftswertung             | SCC BerlinAndré Höhne Maik Berger Carsten Schmidt                                      | 4:15:49 h0000 | SC PotsdamChristopher Linke Nils Christopher Gloger Max Möckel             | 4:40:37 h0000 | ASV 1902 SangerhausenDick Gnauck Steffen Borsch Uwe Tolle                               | 5:26:41 h0000 |
| 50-km-Gehen                                 | Carsten Schmidt (SCC Berlin)                                                           | 4:02:51 h0000 | Dick Gnauck (ASV 1902 Sangerhausen)                                        | 4:33:14 h0000 | Helmut Prieler (SpVgg Niederaichbach)                                                   | 4:53:20 h0000 |
| Hochsprung                                  | Raúl Spank (Dresdner SC)                                                               | 2,25 m        | Martin Günther (LG Eintracht Frankfurt)                                    | 2,22 m        | Matthias Haverney (Dresdner SC)                                                         | 2,22 m        |
| Stabhochsprung                              | Malte Mohr (LG Stadtwerke München)                                                     | 5,75 m        | Raphael Holzdeppe (LAZ Zweibrücken)                                        | 5,70 m        | Fabian Schulze (LG Stadtwerke München)                                                  | 5,60 m        |
| Weitsprung                                  | Christian Reif (ABC Ludwigshafen)                                                      | 8,18 m        | Sebastian Bayer (Hamburger SV)                                             | 7,71 m        | Nils Winter (Buxtehuder SV)                                                             | 7,71 m        |
| Dreisprung                                  | Andreas Pohle (ASV Erfurt)                                                             | 16,28 m       | Matthias Uhrig (VfL Sindelfingen)                                          | 15,79 m       | Daniel Kohle (LG Ratio Münster)                                                         | 15,78 m       |
| Kugelstoßen                                 | Ralf Bartels (SC Neubrandenburg)                                                       | 20,54 m       | David Storl (LAC Erdgas Chemnitz)                                          | 20,45 m       | Marco Schmidt (VfL Sindelfingen)                                                        | 19,72 m       |
| Diskuswurf                                  | Robert Harting (SCC Berlin)                                                            | 68,67 m       | Martin Wierig (SC Magdeburg)                                               | 63,62 m       | Markus Münch (LG Wedel-Pinneberg)                                                       | 59,18 m       |
| Hammerwurf                                  | Markus Esser (TSV Bayer 04 Leverkusen)                                                 | 78,46 m       | Benjamin Boruschewski (TSV Bayer 04 Leverkusen)                            | 74,94 m       | Sven Möhsner (TSV Bayer 04 Leverkusen)                                                  | 73,45 m       |
| Speerwurf                                   | Matthias de Zordo (SV Schlau.com Saar 05 Saarbrücken)                                  | 80,05 m       | Mark Frank (1. LAV Rostock)                                                | 77,23 m       | Björn Lange (SC Magdeburg)                                                              | 74,72 m       |
| Zehnkampf                                   | Michael Schrader (TSV Bayer 04 Leverkusen)                                             | 8003 P        | Steffen Fricke (VfB Germania Halberstadt)                                  | 7429 P        | Adrian Becker (LAZ Gießen)                                                              | 7077 P        |
| Zehnkampf, Mannschaftswertung               | LAV Asics TübingenJohannes Waidelich Philipp Schellhorn Sven Bösing                    | 20.171 P      | LAZ GießenAdrian Becker Konstantin Grißmer Rouven Höfer                    | 19.796 P      | TuS MetzingenPatrick Euchner Marc Buchheit Stefan Bader                                 | 18.272 P      |
| Crosslauf Mittelstrecke – 3,4 km            | Carsten Schlangen (LG Nord Berlin)                                                     | 9:20 min00    | Wolfram Müller (Erfurter LAC)                                              | 9:23 min00    | Florian Orth (LG Telis Finanz Regensburg)                                               | 9:26 min00    |
| Crosslauf Mittelstrecke, Mannschaftswertung | LG Telis Finanz RegensburgFlorian Orth Philipp Pflieger Christophe Chayriguet          | Pl.-Ziff. 23  | Erfurter LACWolfram Müller Sascha Großheim Marcus Schöfisch                | Pl.-Ziff. 29  | LG Nord BerlinCarsten Schlangen Johannes Riewe Sebastian B. Dennis                      | Pl.-Ziff. 44  |
| Crosslauf Langstrecke – 10,2 km             | Christian Glatting (TV Wattenscheid 01)                                                | 30:03 min00   | Steffen Justus (LAC Elm)                                                   | 30:15 min00   | Arne Gabius (LAV Asics Tübingen)                                                        | 30:18 min00   |
| Crosslauf Langstrecke, Mannschaftswertung   | LAV Asics TübingenArne Gabius Filmon Ghirmai Daniel Unger                              | Pl.-Ziff. 33  | LG PassauRichard Friedrich Stefan Paternoster Stefan Hohberger             | Pl.-Ziff. 42  | LG Neckar-EnzZelalem Martel Markus Weiß-Latzko Bastian Franz                            | Pl.-Ziff. 53  |
| Berglauf – 10,6 km                          | Timo Zeiler (LG Eintracht Frankfurt)                                                   | 46:12 min00   | Manuel Stöckert (TSV Ostheim)                                              | 46:41 min00   | René Stöckert (TSV Ostheim)                                                             | 47:04 min00   |
| Berglauf, Mannschaftswertung                | TSV OstheimManuel Stöckert René Stöckert Sascha Wingenfeld                             | 2:25:37 h0000 | LLC Marathon RegensburgKorbinian Schönberger Marco Sturm Marco Benz        | 2:27:37 h0000 | LG BrandenkopfUlrich Benz Joachim Benz Christian Mai                                    | 2:28:46 h0000 |

## Medaillengewinner Frauen
| Disziplin                             | Gold                                                                                 | Leistung      | Silber                                                                          | Leistung      | Bronze                                                                                          | Leistung                          |
| ------------------------------------- | ------------------------------------------------------------------------------------ | ------------- | ------------------------------------------------------------------------------- | ------------- | ----------------------------------------------------------------------------------------------- | --------------------------------- |
| 100 m (Wind: −0,6)                    | Verena Sailer (MTG Mannheim)                                                         | 11,23 s00     | Anne Möllinger (MTG Mannheim)                                                   | 11,48 s00     | Yasmin Kwadwo (TV Wattenscheid 01)                                                              | 11,50 s00                         |
| 200 m (Wind: +1,0)                    | Esther Cremer (TV Wattenscheid 01)                                                   | 23,47 s00     | Mareike Peters (TSV Bayer 04 Leverkusen)                                        | 23,81 s00     | Sara Jäpel (Dresdner SC)                                                                        | 23,96 s00                         |
| 400 m                                 | Janin Lindenberg (SC Magdeburg)                                                      | 52,32 s00     | Claudia Hoffmann (SC Potsdam)                                                   | 52,60 s00     | Claudia Marx (Dresdner SC)                                                                      | 53,26 s00                         |
| 800 m                                 | Jana Hartmann (LG Olympia Dortmund)                                                  | 2:07,41 min   | Annett Horna (TSV Bayer 04 Leverkusen)                                          | 2:07,72 min   | Anja Claußnitzer (LAC Erdgas Chemnitz)                                                          | 2:07,83 min                       |
| 1500 m                                | Diana Sujew (SC Potsdam)                                                             | 4:13,69 min   | Anne Kesselring (LAC Quelle Fürth)                                              | 4:17,17 min   | Elina Sujew (SC Potsdam)                                                                        | 4:18,15 min                       |
| 5000 m                                | Sabrina Mockenhaupt (Kölner Verein für Marathon)                                     | 15:36,17 min  | Simret Restle (PSV Grün-Weiß Kassel)                                            | 16:09,23 min  | Veronica Pohl (LG ASV/DSHS Köln)                                                                | 16:24,95 min                      |
| 10.000 m                              | Sabrina Mockenhaupt (Kölner Verein für Marathon)                                     | 32:10,31 min  | Simret Restle (PSV Grün-Weiß Kassel)                                            | 33:06,84 min  | Ingalena Heuck (LG Stadtwerke München)                                                          | 33:30,25 min                      |
| 10-km-Straßenlauf                     | Simret Restle (PSV Grün-Weiß Kassel)                                                 | 34:33 min00   | Corinna Harrer (LG Telis Finanz Regensburg)                                     | 35:11 min00   | Jenny Schulz (Skills 04 Frankfurt)                                                              | 35:22 min00                       |
| 10-km-Straßenlauf, Mannschaftswertung | PSV Grün-Weiß KasselSimret Restle Anna Hahner Lisa Hahner                            | 1:45:25 h0000 | LG Telis Finanz RegensburgCorinna Harrer Anne Haug Steffi Volke                 | 1:46:28 h0000 | LG ASV/DSHS KölnJana Janine Soethout Ursula Gatzweiler Lisa Jaschke                             | 1:51:48 h0000                     |
| Halbmarathon                          | Ingalena Heuck (LG Stadtwerke München)                                               | 1:14:54 h0000 | Bernadette Pichlmaier (LAG Mittlere Isar)                                       | 1:15:23 h0000 | Melanie Schulz (LG Ohra Hörselgas)                                                              | 1:15:56 h0000                     |
| Halbmarathon, Mannschaftswertung      | LG Telis Finanz RegensburgVeronika Ulrich Steffi Volke Fakja Hofmann                 | 4:00:57 h0000 | Spiridon FrankfurtAnke Holljesiefken Vera Martens Karin Schenk                  | 4:13:25 h0000 | LAZ Salamander Kornwestheim-LudwigsburgAnja Schnabel Branka Hajek Vanessa Schweizer             | 4:19:43 h0000                     |
| Marathon                              | Bernadette Pichlmaier (LAG Mittlere Isar)                                            | 2:40:58 h0000 | Fakja Hofmann (LG Telis Finanz Regensburg)                                      | 2:48:23 h0000 | Steffi Volke (LG Telis Finanz Regensburg)                                                       | 2:51:49 h0000                     |
| Marathon, Mannschaftswertung          | Spiridon FrankfurtAnke Holljesiefken Karin Schenk Vera Martens                       | 8:50:07 h0000 | LAC Quelle FürthKerstin Steg Silke Bittel Christine Ramsauer                    | 8:55:03 h0000 | LG Telis Finanz RegensburgFakja Hofmann Steffi Volke Margit Mauren                              | 9:05:33 h0000                     |
| 100 m Hürden (Wind: −0,9)             | Carolin Nytra (Bremer LT)                                                            | 12,71 s00     | Cindy Roleder (LAZ Leipzig)                                                     | 13,08 s00     | Nadine Hildebrand (LAZ Salamand. Kornwestheim-Ludwigsb.)                                        | 13,08 s00                         |
| 400 m Hürden                          | Fabienne Kohlmann (LG Karlstadt-Gambach-Lohr)                                        | 56,14 s00     | Jill Richards (SCC Berlin)                                                      | 56,34 s00     | Jonna Tilgner (Bremer LT)                                                                       | 56,82 s00                         |
| 3000 m Hindernis                      | Susi Lutz (LG Telis Finanz Regensburg)                                               | 10:09,20 min  | Jana Sussmann (LG Nordheide)                                                    | 10:11,15 min  | Birte Schütz (TV Wattenscheid 01)                                                               | 10:14,65 min                      |
| 4 × 100 m Staffel                     | TV Wattenscheid 01Karoline Köhler Katja Tengel Maike Dix Yasmin Kwadwo               | 44,08 s00     | MTG MannheimTamara Seer Nora Bäcker Anne Möllinger Verena Sailer                | 44,12 s00     | TSV Bayer 04 LeverkusenAnne-Kathrin Elbe Mareike Peters Cathleen Tschirch Julia Förster         | 44,86 s00                         |
| 4 × 400 m Staffel                     | TSV Bayer 04 Leverkusen IJulia Förster Annett Horna Caroline Dieckhöner Laura Hansen | 3:42,18 min   | Dresdner SCJulia Kohser Lisa Mai Jenny Elbe Claudia Marx                        | 3:41,57 min   | TSV Bayer 04 Leverkusen IINatalie Mehring Maren Schott Sabrina Buchrucker Maike Jeanette Wilden | 3:42,08 min                       |
| 3 × 800-m-Staffel                     | SC PotsdamDiana Sujew Elina Sujew Claudia Hoffmann                                   | 6:22,85 min   | TSV Bayer 04 LeverkusenSabrina Buchrucker Saskia Janssen Annett Horna           | 6:24,19 min   | LAC Quelle FürthKersten Flore Sandra Keil Anne Kesselring                                       | 6:29,16 min                       |
| 5000-m-Bahngehen                      | Christin Elß (SC Potsdam)                                                            | 23:38,25 min  | Kathrin Schulze (ASV 1902 Sangerhausen)                                         | 24:10,73 min  | Sophie Stellmach (SV Kali Wolmirstedt)                                                          | 26:14,00 min                      |
| 20-km-Gehen                           | Christin Elß (SC Potsdam)                                                            | 1:45:36 h0000 | Kathrin Schulze (ASV 1892 Sangerhausen)                                         | 1:48:45 h0000 | Sabine Schmidt (SpVgg. Niederaichbach)                                                          | 1:53:44 h0000                     |
| 20-km-Gehen, Mannschaftswertung       | TV BiberachSylvia Wälde Marita Echle Karin Himmelsbach                               | 6:56:33 h0000 | TV Groß-GerauBrigitte Patrzalek Monika Müller Margarete Molter                  | 7:15:59 h0000 | nur 2 Mannschaften in der Wertung                                                               | nur 2 Mannschaften in der Wertung |
| Hochsprung                            | Ariane Friedrich (LG Eintracht Frankfurt)                                            | 2,00 m        | Meike Kröger (LG Nord Berlin)                                                   | 1,88 m        | Annett Engel (SC Potsdam)                                                                       | 1,88 m                            |
| Stabhochsprung                        | Silke Spiegelburg (TSV Bayer 04 Leverkusen)                                          | 4,65 m        | Lisa Ryzih (ABC Ludwigshafen)                                                   | 4,60 m        | Carolin Hingst (USC Mainz)                                                                      | 4,60 m                            |
| Weitsprung                            | Bianca Kappler (LC Rehlingen)                                                        | 6,59 m        | Nadja Käther (Hamburger SV)                                                     | 6,50 m        | Melanie Bauschke (LG Nike Berlin)                                                               | 6,47 m                            |
| Dreisprung                            | Katja Demut (TuS Jena)                                                               | 14,15 m       | Kristin Gierisch (LAC Erdgas Chemnitz)                                          | 13,69 m       | Jenny Elbe (Dresdner SC)                                                                        | 13,50 m                           |
| Kugelstoßen                           | Nadine Kleinert (SC Magdeburg)                                                       | 19,12 m       | Petra Lammert (SC Neubrandenburg)                                               | 19,05 m       | Denise Hinrichs (TV Wattenscheid 01)                                                            | 18,34 m                           |
| Diskuswurf                            | Nadine Müller (Hallesche Leichtathletik-Freunde)                                     | 63,07 m       | Sabine Rumpf (LSG Goldener Grund)                                               | 62,21 m       | Heike Koderisch (SC Magdeburg)                                                                  | 58,62 m                           |
| Hammerwurf                            | Betty Heidler (LG Eintracht Frankfurt)                                               | 75,82 m       | Kathrin Klaas (LG Eintracht Frankfurt)                                          | 68,85 m       | Andrea Bunjes (LG Eintracht Frankfurt)                                                          | 66,39 m                           |
| Speerwurf                             | Katharina Molitor (TV Wattenscheid 01)                                               | 64,27 m       | Christina Obergföll (LG Offenburg)                                              | 63,13 m       | Linda Stahl (TSV Bayer 04 Leverkusen)                                                           | 61,83 m                           |
| Siebenkampf                           | Claudia Rath (LG Eintracht Frankfurt)                                                | 5746 P        | Annelie Schrader (MTV Ingolstadt)                                               | 5356 P        | Mareike Baldin (TV Wattenscheid 01)                                                             | 5316 P                            |
| Siebenkampf, Mannschaftswertung       | LG Eintracht FrankfurtClaudia Rath Nastasia Lich Nicola Herrlitz                     | 15.437 P      | MTV 1881 IngolstadtAnnelie Schrader Elisabeth Glonegger Corina Pape             | 14.909 P      | 1. FC PassauSarah Leidl Nicola Leidl Tamara Leidl                                               | 13.602 P                          |
| Crosslauf – 6,8 km                    | Sabrina Mockenhaupt (Kölner Verein für Marathon)                                     | 21:59 min00   | Anna Hahner (PSV Grün-Weiß Kassel)                                              | 22:47 min00   | Ingalena Heuck (LG Stadtwerke München)                                                          | 22:55 min00                       |
| Crosslauf, Mannschaftswertung         | PSV Grün-Weiß KasselAnna Hahner Simret Restle Lisa Hahner                            | Pl.-Ziff. 19  | LG Telis Finanz RegensburgAnne Haug Susi Lutz Veronika Ulrich                   | Pl.-Ziff. 49  | LG ASV/DSHS KölnVeronica Pohl Nina Kunz Lisa Jaschke                                            | Pl.-Ziff. 63                      |
| Berglauf – 10,5 km                    | Lisa Reisinger (SSC Hanau-Rodenbach)                                                 | 55:14 min     | Carmen Siewert (Greifswalder SV 04)                                             | 55:47 min00   | Anja Schnabel (LAZ Salamander Kornwestheim-Ludwigsburg)                                         | 56:26 min00                       |
| Berglauf, Mannschaftswertung          | SSC Hanau-RodenbachLisa Reisinger Kerstin Straub Anine Hell                          | 2:59:40 h0000 | LG Telis Finanz RegensburgVeronika Ulrich Michaela Schedler Ulrike Mayer-Tancic | 3:07:22 h0000 | ASC Rosellen/NeussTanja Wimmer Angela Müller Ute Jenke                                          | 3:12:33 h0000                     |